# Thorsten Probost
Thorsten Probost (* 2. März 1973 in Geislingen an der Steige) ist ein deutscher Koch.

## Werdegang
Nach der Ausbildung von 1989 bis 1992 im  Burgrestaurant Staufeneck unter Rolf Straubinger ging Probost 1993 zum „Hotel Sackmann“ zu Jörg Sackmann in Baiersbronn.
Von 1996 bis 2001 kochte er im „Schloss Prielau“ in Zell am See. 1999 wurde er vom Gourmet-Führer Gault Millau Österreich als „Newcomer des Jahres“ ausgezeichnet.
Seit 2002 ist er Chefkoch im „Burg Vital Resort“ in Oberlech.

## Auszeichnungen
- 1999 „Newcomer des Jahres“, Gault Millau Österreich
- 2008 „Koch des Jahres“, Gault Millau Österreich

## Mitgliedschaften
- Jeunes Restaurateurs d’Europe Austria